# Mauro Cristofani
Mauro Cristofani (Roma, 2 gennaio 1941 – Roma, 25 agosto 1997) è stato un archeologo ed etruscologo italiano, specializzato negli studi sulla civiltà etrusca.

## Biografia
Allievo di Massimo Pallottino, fu docente all'Università di Pisa, all'Università di Siena e, da ultimo, all'Università degli Studi di Napoli Federico II. Fu membro dell'Accademia Nazionale dei Lincei ed era particolarmente stimato tra gli eredi culturali di Pallottino. Nella sua carriera trentennale dominò nei campi dell'archeologia etrusca e in particolare nell'epigrafia etrusca. Diresse l'Istituto per l'Archeologia Etrusco-Italica del Consiglio Nazionale delle Ricerche e fece parte del consiglio direttivo dell'Istituto Nazionale di Studi Etruschi ed Italici a Firenze.
La sua attività incluse ricerche a Volterra, Populonia e Cerveteri. In Italia il Consiglio Nazionale delle Ricerche creò il Centro per l'archeologia etrusco-italica nel 1970, sotto la direzione di Pallottino: nel 1982 Cristofani divenne direttore del Centro, che nel 1990 prese il nome di Istituto per l'Archeologia Etrusco-Italica (dal 2013 afferente all'ISMA Istituto di studi sul Mediterraneo antico, per un periodo diretto da Alessandro Naso).
Sposò la collega Marina Martelli Cristofani.

## Omaggi
- Nel 2001 il percorso di Cristofani è stato ricordato con la presentazione di tre volumi che raccoglievano gli articoli, pubblicati tra il 1966 e il 1997, con il titolo di Scripta Selecta: trenta anni di studi archeologici sull'Italia preromana, curati da Antonio Giuliano, Salvatore Settis e Fausto Zevi.
- La Tomba dei Loculi è stata rinominata Tomba Mauro Cristofani in suo onore, in quanto da lui riportata alla luce.

## Opere
- Le tombe da Monte Michele nel Museo archeologico di Firenze. (Firenze, Leo S. Olschki, 1969).
- (a cura di) Atti del Colloquio sul tema Le ricerche epigrafiche e linguistiche sull'etrusco. Problemi, prospettive, programmi. (Firenze, 28-30 settembre 1969). (Firenze, L. S. Olschki, 1973).
- Statue-cinerario chiusine di età classica (Roma, 1975).
- ed. Caratteri dell'ellenismo nelle urne etrusche: atti dell'incontro di studi: Università di Siena, 28-30 aprile 1976 (Firenze, 1977).
- Materiali per servire alla storia del Vaso François (Roma: Istituto Poligrafico e Zecca dello Stato, 1981).
- L'arte degli etruschi: produzione e consumo (Torino, 1978).
- et al. Gli Etruschi in Maremma: popolamento e attività produttive (1981).
- La scoperta degli etruschi: archeologia e antiquaria nel '700 (Roma: Consiglio nazionale delle ricerche, 1983).
- ed. Gli Etruschi: una nuova immagine (Firenze: Giunti Martello, 1984).
- ed. Dizionario della civiltà etrusca (Firenze: Giunti Martello, 1985).
- I bronzi degli Etruschi (Novara, 1985).
- ed. Il Commercio etrusco arcaico: atti dell'incontro di studio, 5-7 dicembre, 1983 (Roma: Consiglio nazionale delle ricerche, 1985).
- ed. Civiltà degli Etruschi (Milan: Electa, 1985).
- Saggi di storia etrusca arcaica (Roma: G. Bretschneider, 1987).
- ed. Etruria e Lazio arcaico : atti dell'incontro di studio, 10-11 novembre 1986 (Roma: Consiglio nazionale delle ricerche, 1987).
- Gli Etruschi del Mare (Milan, 1983; 2nd ed. 1989).
- ed. serie Caere (Roma: Consiglio nazionale delle ricerche, 1988-)
- ed. Miscellanea ceretana (Roma: Consiglio nazionale delle ricerche, 1989).
- La Grande Roma dei Tarquini : Roma, Palazzo delle esposizioni, 12 giugno-30 settembre 1990 / catalogo della mostra a cura di Mauro Cristofani (Roma, 1990).
- Introduzione allo studio dell'etrusco (Firenze, 1991).
- Cerveteri : tre itinerari archeologici (Roma, 1991).
- ed. Lo Scarico arcaico della vigna parrocchiale  (Roma: Consiglio nazionale delle ricerche, 1992-).
- Miscellanea etrusco-italica 3 vol. (Roma, 1993-2003).
- Tabula Capuana: un calendario festivo di età arcaica (Firenze, 1995).
- Etruschi e altre genti nell'Italia preromana: mobilità in età arcaica (Roma: G. Bretschneider, 1996).
- Due testi dell'Italia preromana (Roma, 1996).
- Scripta selecta: trenta anni di studi archeologici sull'Italia preromana 3 vol. (Pisa, 2001).
- Vigna parrocchiale : scavi 1983-1989: il santuario, la "residenza" e l'edificio ellittico; presentazione di Adriano Maggiani; testi di Vincenzo Bellelli et al. Caere; 4 (Roma: Consiglio nazionale delle ricerche, 2003).